# Tommaso Vergano
Tommaso Vergano (Genova, 19 marzo 1993) è un pallanuotista italiano, centrovasca della Sport Management.
Considerato una delle principali promesse a livello nazionale, all'avvio della stagione 2014-15, all'età di soli 21 anni, decide di abbandonare il Bogliasco e con esso l'élite pallanuotistica italiana, per dedicarsi allo studio della fotografia a Milano, sua grande passione. Decide comunque di non abbandonare del tutto la pallanuoto, accasandosi al Metanopoli, squadra di San Donato Milanese.
Per la stagione 2015-16 viene acquistato dalla Sport Management, mentre nel 2019 approda allo Sturla.
Con la nazionale ha conquistato, a livello giovanile, un oro europeo under-17 a Stoccarda nel 2010 ed un oro europeo under-19 a Canet-en Roussillon nel 2012.